# Colocasia lihengiae
Colocasia lihengiae là một loài thực vật có hoa trong họ Ráy (Araceae). Loài này được C.L.Long & K.M.Liu mô tả khoa học đầu tiên năm 2001.